# KV47
KV47 (King’s Valley Tomb No. 47 – Grab Nummer 47) ist das Grab des Siptah, des siebenten altägyptischen Herrschers der 19. Dynastie im Tal der Könige. Die Anlage des Grabes wurde in Siptahs erstem Regierungsjahr begonnen, blieb allerdings unvollendet.

## Architektur
Das Grab besteht aus einer Reihe von Gängen, die zu der Grabkammer des Pharaos führen. Die ganze Anlage ist etwas über 124 m lang. Nach einer Treppe kommt man in den ersten Abschnitt, dessen Dekoration den Herrscher vor Re, aber auch die Sonnenlitanei zeigt. In dem folgenden Abschnitt des Grabes findet man wiederum die Sonnenlitanei und verschiedene Gottheiten abgebildet. Es folgen Szenen aus dem Amduat. Mit Ausnahmen ist die Dekoration eher schlecht erhalten. Der nächste Raum ist undekoriert. Es folgt eine Halle mit vier Pfeilern. Von dort führt ein Gang zu drei undekorierten Gangabschnitten, einer undekorierten Kammer und der eigentlichen Grabkammer, die auch undekoriert, also unfertig ist. Diese hat vier Pfeiler auf der einen Seite. Hier steht der Sarkophag des Herrschers, und es fanden sich auch Knochen, die aber anscheinend eher zu späteren Bestattungen und nicht zu Siptah gehören, dessen Mumie schon 1898 in KV35, dem Grab Amenophis II., gefunden worden ist.

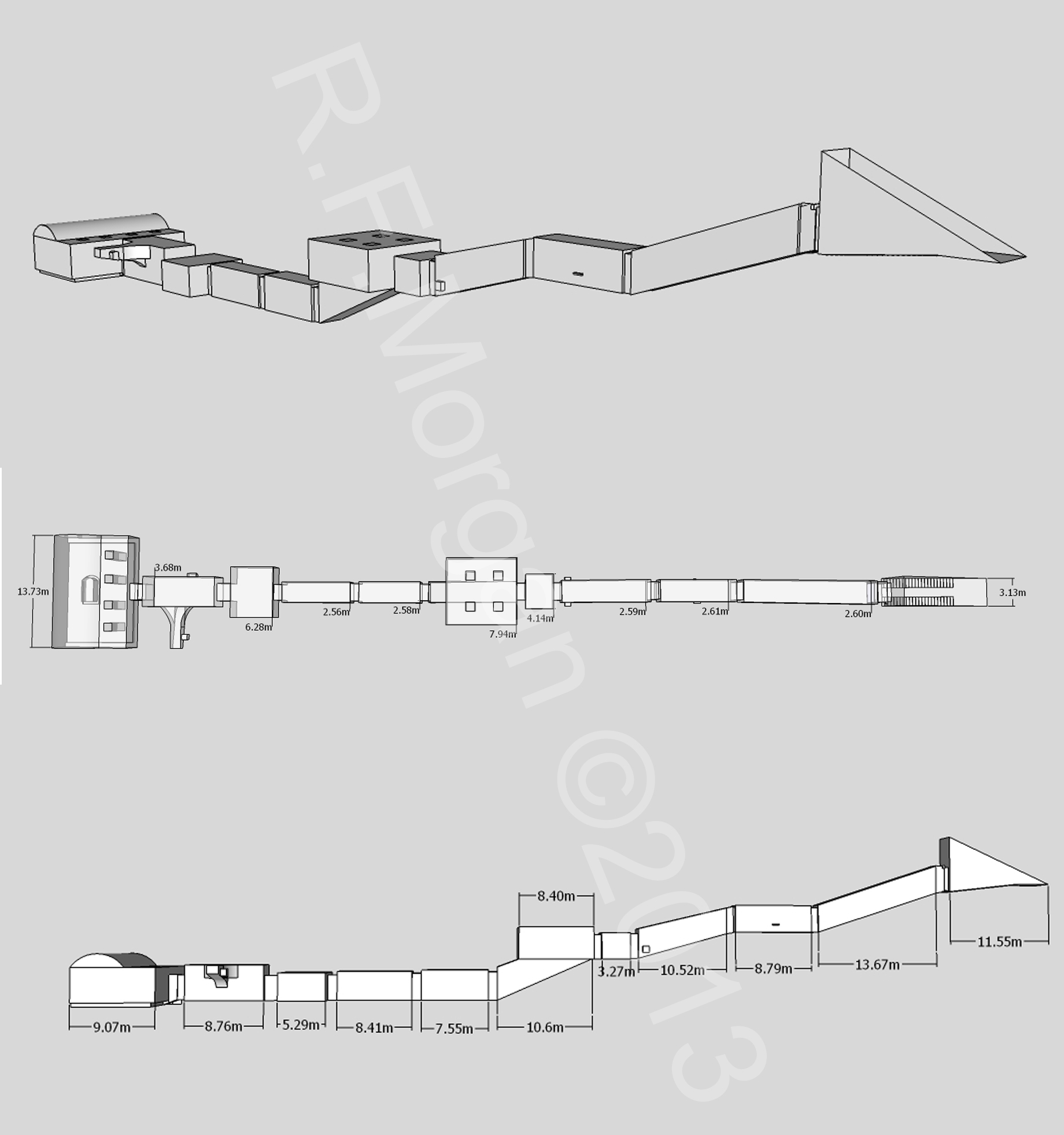
Isometrische Darstellung, Grundriss und Schnittzeichnung des Grabes
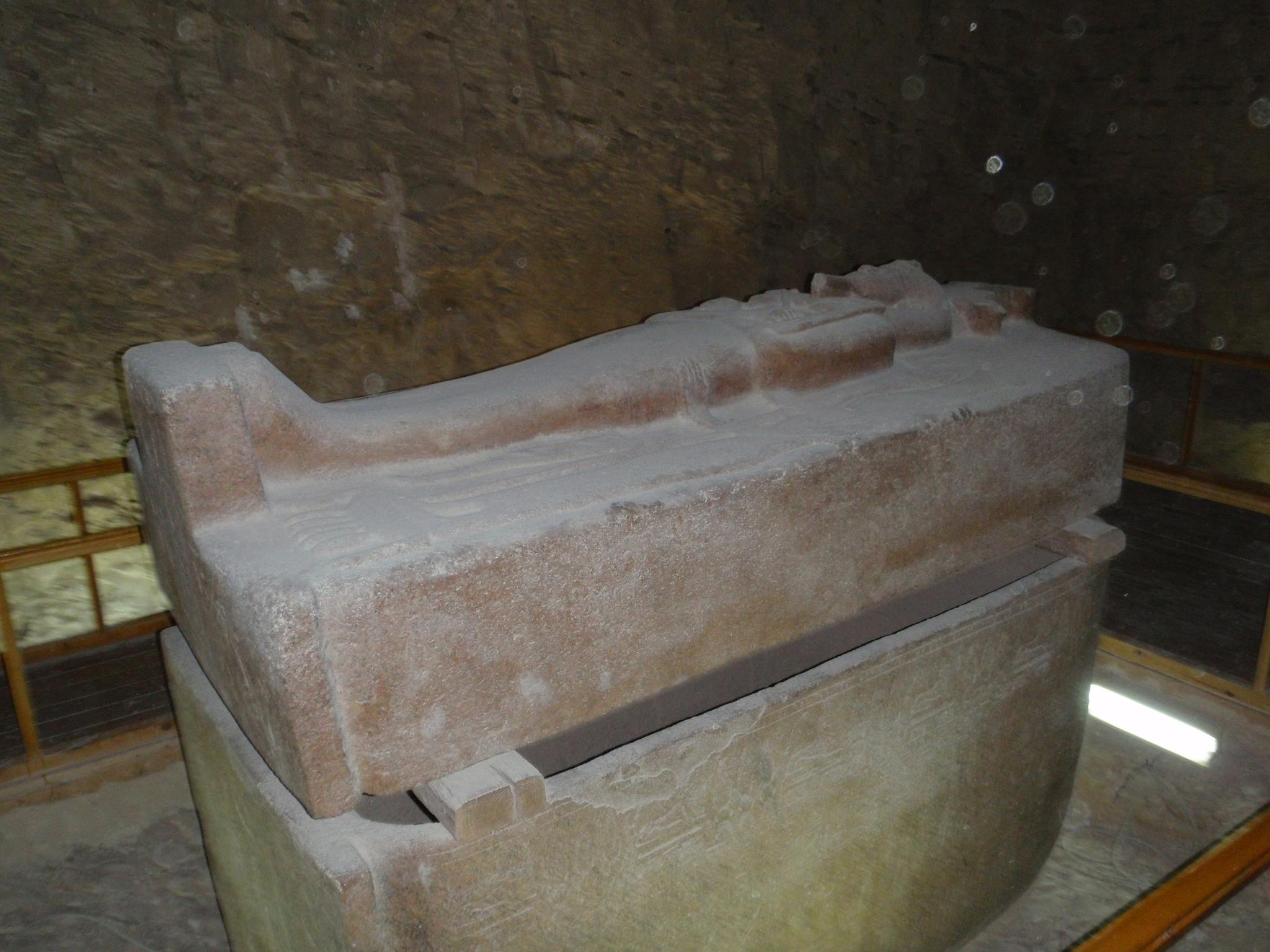
Sarkophag des Siptah